# Manfred Hebenstreit

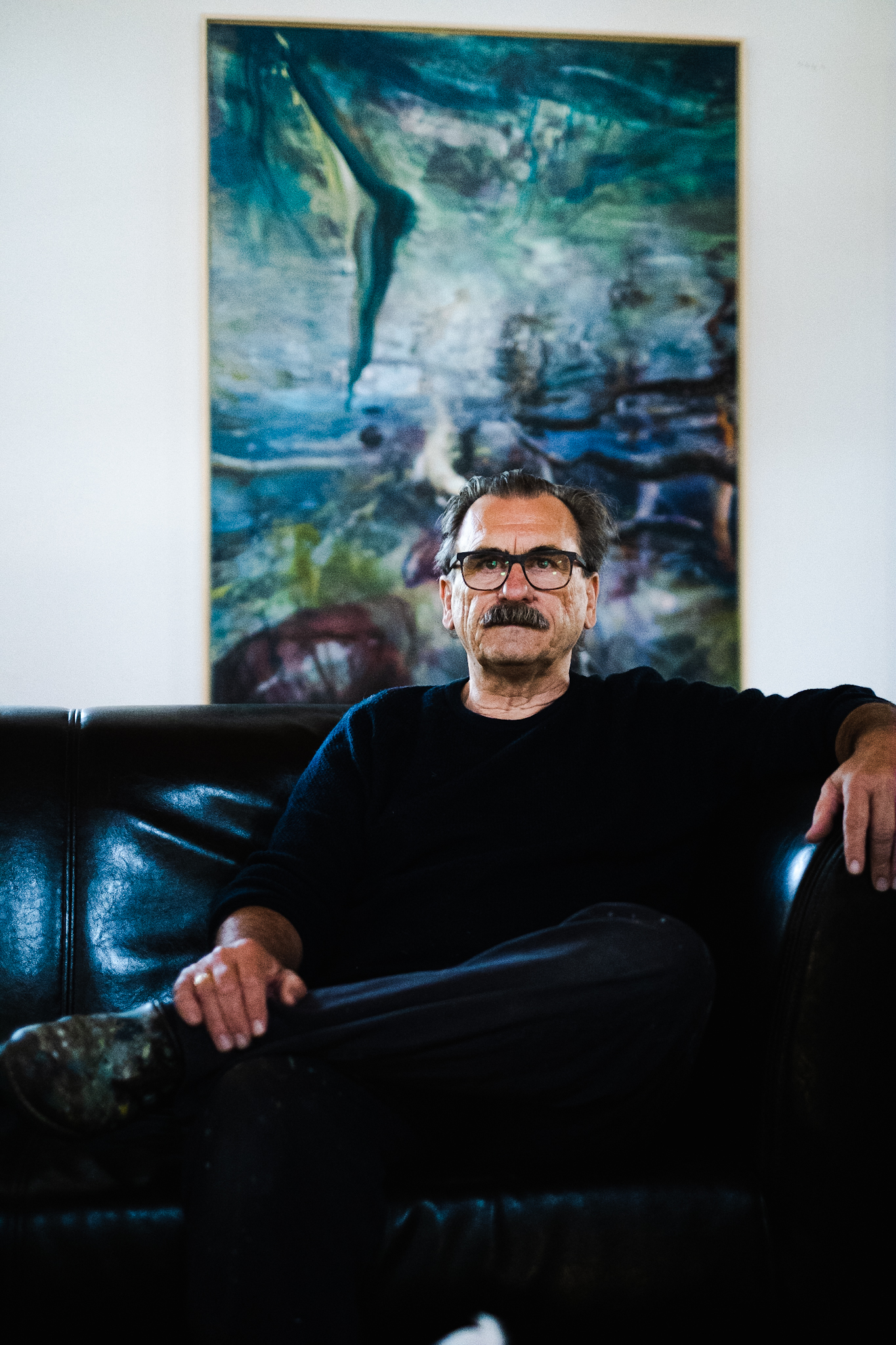
Manfred Hebenstreit im Sommer-Atelier Haargassen 1, 2021

Manfred Hebenstreit (* 1957 in Altheim) ist ein österreichischer Maler und Grafiker.

## Leben und Wirken

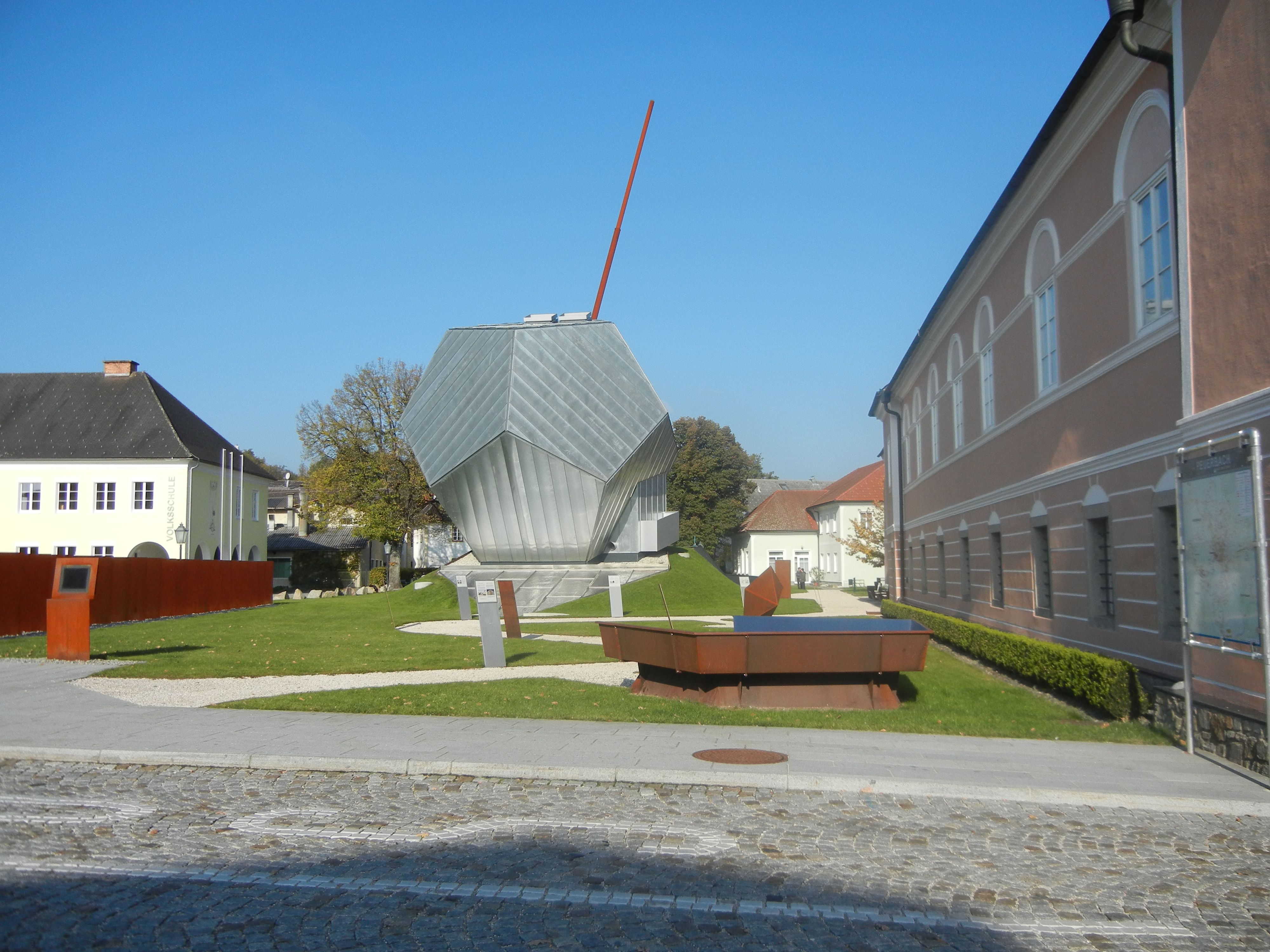
Der Kometor. Begehbares Projekt von Billa und Manfred Hebenstreit, 2011

Hebenstreit absolvierte zunächst eine Feinmechanikerlehre und schloss diese mit der Gesellenprüfung ab. Nach dem Zivildienst folgten Reisen nach Asien und Australien.
Von 1979 bis 1984 studierte er Malerei und Grafik an der Universität für künstlerische und industrielle Gestaltung Linz. Mit Hilfe eines Stipendiums der Galerie Bischoff hielt er sich 1990 in San José in Kalifornien, USA, auf.
Er lebt und arbeitet seit 1995 in Peuerbach, wo er sein Atelier im umgebauten Hallenbad eingerichtet hat. Zwischen 1998 und 2000 unternahm er mehrere Malreisen und Studienaufenthalte und realisierte einige Kunst-am-Bau-Aufträge. Ab dem Jahr 2000 erlernte er die Glasmalerei und entwickelte eine eigene Technik.
Im Rahmen der Oberösterreichischen Landesausstellung in Peuerbach im Jahr 2010 verwirklichte er gemeinsam mit seiner Frau Billa mit dem Kometor eine 18 Meter hohe begehbare Skulptur und gestaltete den Schlosspark von Schloss Peuerbach.
Im August 2013 lehrte er an der Sommerakademie Traunkirchen. Der Künstler ist Mitglied der Künstlervereinigung MAERZ.
Seit 2013 hat er seinen Wohnsitz und sein Atelier in Haargassen.

## Werke
Werke Hebenstreits befinden sich u. a. in der Kunstsammlung des Landes Oberösterreich, im Museums Angerlehner in Thalheim bei Wels, im Artemons in Hellmonsödt, im Museum Mumok (Museum Ludwig Wien), Museum Würth (Deutschland) State Russian Museum (St. Petersburg), Lentos (Linz), Museum Passau (Deutschland), Museum Villa Haiss  (Deutschland), STRABAG (Österreich), Deutsche Bank (Luxemburg), und vielen Privatsammlung.

## Ausstellungen
Werke Hebenstreits wurden im Rahmen von zahlreichen Einzel- und Gemeinschaftsausstellungen in Galerien im In- und Ausland ausgestellt (Auswahl):

### Einzelausstellungen
- 1987 Walter Bischoff Gallery, Chicago, Illinois, USA
- 1987 Neue Galerie der Stadt Linz (heute Lentos Kunstmuseum Linz)
- 1989, 1993 Walter Bischoff Galerie, Stuttgart
- 1995 Museum der Moderne Rupertinum in Salzburg
- 1996, 2011 Walter Bischoff Galerie, Berlin
- 1998 Retrospektive in der Landesgalerie am Oberösterreichischen Landesmuseum in Linz
- 2003 Retrospektive im Kunsthistorischen Museum in Wien
- 2003 Museum Moderner Kunst, Stiftung Wörlen in Passau
- 2005 Museum Villa Haiss, Deutschland
- 2008 Allrussisches Museum und Museum Ludwig, Sankt Petersburg, Russland
- 2010 Galerie Schloss Parz
- 2013 Galerie Claire-Fontaine Luxemburg
- 2013 Galerie Wolfrum Wien, Österreich
- 2014 Galerie 422 Gmunden
- 2014 Niederösterreichisches Dokumentationszentrum
- generell Museum Würth (mehrere Ausstellungsbeteiligungen)
- 2016 Museum Würth (Beteiligung-Kunsthalle Schwäbisch Hall)
- 2017 Villa Haiss, Deutschland (Beteiligung)
- 2017 Schloss Parz, Deutschland

### Gemeinschaftsausstellungen
- Neue Galerie der Stadt Linz (Lentos) in den Jahren 1988, 1990, 1993, 1994,

## Auszeichnungen
- 2002 Kulturpreis des Landes Oberösterreich für Bildende Kunst
- 2011 Kulturmedaille des Landes Oberösterreich

## Publikationen
- Billa Hebenstreit (Hrsg.): Schmalvertikal. Steyr, Düsseldorf, Bonn. Verlag Bibliothek der Provinz, Weitra/Linz 1991, ISBN 3-900878-60-9.
- Peter Assmann (Hrsg.): Hebenstreit – Sonnengeflecht. Verlag Bibliothek der Provinz, Weitra 1998, ISBN 3-85474-031-X.
- Ausleuchten. Kataloge des OÖ. Landesmuseums. Selbstverlag, 2006, ISBN 3-200-00639-0.
- Wladimir Gusew (Hrsg.): Die Welt als Gemälde. Manfred Hebenstreit. Palace Edit. Europe, St. Petersburg 2008, ISBN 978-3-940761-22-4.